# Bryan Reynolds
Pour les articles homonymes, voir Brian Reynolds (homonymie) et Reynolds.
Ne doit pas être confondu avec Ryan Reynolds.
Bryan Reynolds, né le 28 juin 2001 à Fort Worth aux États-Unis, est un joueur international américain de soccer qui joue au poste d'arrière droit au KVC Westerlo.

## Biographie
Bryan Reynolds naît et grandit à Fort Worth dans le comté de Wise, au Texas,,.

### Parcours en club

#### Formation au FC Dallas
Formé à l'académie du FC Dallas, il y signe son premier contrat professionnel le 23 novembre 2016, devenant ainsi le plus jeune joueur de l'histoire du club américain.
Après un passage en équipe réserve en USL League One, où il joue régulièrement en 2019, il fait ses débuts en sénior le 20 mai 2019, disputant la rencontre de MLS contre le Los Angeles FC, aboutissant à un match nul 1-1.
Le 23 septembre 2020, Reynolds signe un nouveau contrat de quatre ans avec le FC Dallas, puis en octobre il est nommé à 19 ans parmi les 22 Under 22, les 22 meilleurs moins de 22 ans de la Major League Soccer.
Auteur d'une saison 2020 remarquée, ponctuée de plusieurs passes décisives, atteignant les demi-finales de la conférence Ouest avec le club texan, il attire le regards de plusieurs clubs européens, notamment en France, en Belgique et en Italie,,,. Et dans un contexte pourtant marqué par la Covid-19 et le Brexit, rendant les transferts d'étrangers plus compliqués, il est annoncé avec insistance sur les tablettes de Bruges, de la Juventus — où évolue déjà son compatriote Weston McKennie — et de la Roma, dont les propriétaires américains visent le transfert du joueur au mercato hivernal, devançant des recrues initialement ciblées, comme Jeremie Frimpong,,,,,.

#### Brève tentative à l'AS Roma et suite en Belgique
Après des mois de spéculations et alors que le marché des transferts est proche de sa clôture, le transfert de Reynolds vers l'AS Roma est annoncé avec un prêt assorti d'une option d'achat obligatoire,.
En manque de temps de jeu à Rome, Reynolds est prêté au KV Courtrai au mercato hivernal en janvier 2022. Il vient renforcer l'équipe de Jupiler Pro League jusqu'à la fin de la saison. Après neuf rencontres de championnat, Reynolds n'est pas conservé par Courtrai et l'AS Rome prête de nouveau le joueur en Belgique, prenant la direction du KVC Westerlo pour la saison 2022-2023. Au cours de ce nouveau prêt, il dispute trente-quatre rencontres et connait une première saison pleine comme titulaire.
À la suite de ce prêt concluant, le KVC Westerlo obtient le transfert définitif du joueur le 30 juillet 2023 en contrepartie d'un montant estimé à 3,5 millions d'euros. Bryan Reynolds s'engage alors pour quatre ans jusqu'en 2027.

### Parcours en sélection
Il participe au championnat de la CONCACAF des moins de 17 ans en 2017 avec l'équipe des États-Unis des moins de 17 ans, où il est buteur lors de la victoire 6-2 contre Cuba. Il dispute ensuite la même année la Coupe du monde junior de la catégorie,. Lors du mondial junior organisée en Inde, il ne joue qu'une seule rencontre : le quart de finale perdu face à l'Angleterre.

## Style de jeu
Formé au poste d'ailier droit, Reynolds se replace ensuite en défense, où sa vitesse lui permet de participer au jeu offensif en partant des lignes arrières,.
Possédant des qualités physiques notoires — avec déjà un mètre quatre-vingt-dix du haut de ses dix-neuf ans — il a également une forte propension à accélérer balle au pied, dribbler son vis-à-vis et crosser pour faire la différence dans le terrain adverse. Mais cette attraction vers le haut du terrain fait aussi partie de ses faiblesses, et autant le jeune Reynolds a une facilité pour s'imposer dans les duels défensifs, autant sa capacité à effectuer les replis dans son terrain est encore une grosse marge de progression, à l'aube de sa carrière,,.
Si l'international américain Reggie Cannon est cité comme son mentor au club de Dallas,, son profil est lui notamment comparé à celui de Trent Alexander-Arnold ou encore Aaron Wan-Bissaka,.

## Statistiques
| Saison                | Club                  | Championnat           | Championnat | Championnat | Coupe(s) nationale(s) | Coupe(s) nationale(s) | Compétition(s) continentale(s) | Compétition(s) continentale(s) | Compétition(s) continentale(s) | Play-off | Play-off | Total | Total |
| Saison                | Club                  | Division              | M.          | B.          | M.                    | B.                    | Comp.                          | M.                             | B.                             | M.       | B.       | M.    | B.    |
| 2019                  | FC Dallas             | MLS                   | 10          | 0           | 2                     | 0                     | -                              | -                              | -                              | 0        | 0        | 12    | 0     |
| 2020                  | FC Dallas             | MLS                   | 17          | 0           | -                     | -                     | -                              | -                              | -                              | 2        | 0        | 19    | 0     |
| Sous-total            | Sous-total            | Sous-total            | 27          | 0           | 2                     | 0                     | -                              | -                              | -                              | 2        | 0        | 31    | 0     |
| 2019                  | North Texas SC (prêt) | USL1                  | 10          | 1           | -                     | -                     | -                              | -                              | -                              | 2        | 0        | 12    | 1     |
| 2020-2021             | AS Rome (prêt)        | Serie A               | 5           | 0           | -                     | -                     | -                              | -                              | -                              | -        | -        | 5     | 0     |
| 2021-2022             | AS Rome               | Serie A               | 1           | 0           | -                     | -                     | C4                             | 2                              | 0                              | -        | -        | 3     | 0     |
| Sous-total            | Sous-total            | Sous-total            | 6           | 0           | -                     | -                     | -                              | 2                              | 0                              | -        | -        | 8     | 0     |
| 2021-2022             | KV Courtrai (prêt)    | Division 1A           | 9           | 1           | -                     | -                     | -                              | -                              | -                              | -        | -        | 9     | 1     |
| 2022-2023             | KVC Westerlo (prêt)   | Division 1A           | 27          | 1           | 2                     | 0                     | -                              | -                              | -                              | 5        | 0        | 34    | 1     |
| 2023-2024             | KVC Westerlo          | Division 1A           | 27          | 0           | 1                     | 0                     | -                              | -                              | -                              | 6        | 0        | 34    | 0     |
| 2024-2025             | KVC Westerlo          | Division 1A           | 27          | 1           | 1                     | 1                     | -                              | -                              | -                              | 10       | 0        | 38    | 2     |
| 2025-2026             | KVC Westerlo          | Division 1A           | 3           | 0           | -                     | -                     | -                              | -                              | -                              | -        | -        | 3     | 0     |
| Sous-total            | Sous-total            | Sous-total            | 84          | 2           | 4                     | 1                     | -                              | -                              | -                              | 21       | 0        | 109   | 3     |
| Total sur la carrière | Total sur la carrière | Total sur la carrière | 136         | 4           | 6                     | 1                     | -                              | 2                              | 0                              | 25       | 0        | 169   | 5     |

## Palmarès
| États-Unis -17 ans - Championnat de la CONCACAF - Vice-champion en 2017 | North Texas SC - USL League One - Champion en 2019 |